# Доденко, Матрёна Кирилловна
Матрёна Кири́лловна Доде́нко (1913, Екатеринославская губерния — 2000, Запорожская область) — передовик советского сельского хозяйства, звеньевая совхоза «Красноармеец» в Днепропетровской области Украинской ССР, Герой Социалистического Труда (1948).

## Биография
Родилась 28 апреля (10 мая) 1913 года в селе Хащевое, ныне Новомосковского района Днепропетровской области Украины. Рано лишилась родителей, с детских лет работала — нянчила чужих детей. Самостоятельно научилась читать, писать. Образования не получила. С конца 1920 годов трудилась в местном колхозе.
Во время Великой Отечественной войны, в феврале 1942 года, эвакуирована с семьёй в Сталинградскую область, там трудилась чернорабочей в зерносовхозе «Страховский» Калининского района (ныне Новоаннинский район Волгоградской области). Муж, Макар Афанасьевич Доденко, в 1943 году призванный Калининским военкоматом, погиб в бою на территории Венгрии в декабре 1944 года.
В апреле 1944 года вместе с сыном вернулась на днепропетровщину и вскоре устроилась рабочей в семеноводческий совхозе «Красноармеец» в селе Новоивановское Юрьевского района (в 1959—1991 годах — Павлоградского района) Днепропетровской области Украинской ССР. Спустя время стала звеньевой овощеводческой бригады.
В 1947 году её звено получило урожай 31 центнер пшеницы с гектара на площади 29,1 гектара. Указом Президиума Верховного Совета СССР от 3 мая 1948 года за получение высоких урожаев пшеницы при выполнении совхозом плана сдачи государству сельскохозяйственных продуктов в 1947 году и обеспеченности семенами зерновых культур для весеннего сева 1948 года Доденко Матрёне Кирилловне присвоено звание Героя Социалистического Труда с вручением ордена Ленина и золотой медали «Серп и Молот».
В последующие годы неоднократно была депутатом Юрьевского районного Совета депутатов трудящихся, вела активную общественную работу. 
Будучи на пенсии, в 1995 году переехала в село Владимировка Акимовского района Запорожской области. Умерла 31 октября 2000 года.